# Houston Stars 1968
Questa pagina raccoglie i dati riguardanti gli Houston Stars nelle competizioni ufficiali della stagione 1968.

## Stagione
La rosa rispetto alla stagione precedente venne completamente rifondata. La squadra, formata quasi esclusivamente da giocatori europei o naturalizzati, ottenne il secondo posto della Gulf Division, non riuscendo ad accedere alla fase finale del torneo.
La franchigia chiuse i battenti alla fine della stagione.

## Organigramma societario
Area direttiva
Area tecnica
- Allenatore: Géza Henni

## Rosa
| N.  |                        | Ruolo | Calciatore        |
| --- | ---------------------- | ----- | ----------------- |
| 1   | Danimarca (bandiera)   | P     | Leif Nielsen      |
| 2   | Jugoslavia (bandiera)  | P     | Stanko Mrduljaš   |
| 2/3 | Stati Uniti (bandiera) | P     | Sandy Feher       |
| 4   | Jugoslavia (bandiera)  | D     | Bozidar Maric     |
| 5   | Jugoslavia (bandiera)  | D     | Pavle Garov       |
| 6   | Jugoslavia (bandiera)  | D     | Ante Pletikosić   |
| 7   | Grecia (bandiera)      | D     | Vasilios Psifidis |
| 8   | Jugoslavia (bandiera)  | D     | Ilija Tojacić     |
| 9   | Jugoslavia (bandiera)  | D     | Josip Ladović     |
| 10  | Stati Uniti (bandiera) | D     | Ferenc Jani       |
| 11  | Stati Uniti (bandiera) | D     | Andy Deak         |
| 12  | Jugoslavia (bandiera)  | C     | Mile Tomljenović  |
| 13  | Bermuda (bandiera)     | A     | Pepe Dill         |

| N. |                        | Ruolo | Calciatore        |
| -- | ---------------------- | ----- | ----------------- |
| 14 | Danimarca (bandiera)   | C     | Kresten Bjerre    |
| 15 | Canada (bandiera)      | A     | Tibor Vigh        |
| 16 | Brasile (bandiera)     | A     | Luis Juracy       |
| 17 | Jugoslavia (bandiera)  | A     | Branko Kraljević  |
| 18 | Ungheria (bandiera)    | C     | Tibor Magyar      |
| 19 | Stati Uniti (bandiera) | A     | Jim Benedek       |
| 20 | Ungheria (bandiera)    | C     | Tibor Szalay      |
| 20 | Messico (bandiera)     | A     | Ramario Hernandez |
| 21 | Messico (bandiera)     | A     | Nicola Gravina    |
| 21 | Argentina (bandiera)   | A     | Jacinto Merayo    |
| 22 | Stati Uniti (bandiera) | A     | Jerry Mueller     |
| 22 | Jugoslavia (bandiera)  | A     | Vladimir Pavković |